# 산 페르난도 왕립미술아카데미
산 페르난도 왕립미술아카데미(스페인어: Real Academia de Bellas Artes de San Fernando, 약칭: RABASF)는 마드리드의 중심 알칼라 거리에 있으며, 현재 박물관과 갤러리로 사용되고 있다. 에스파냐 왕립 아카데미의 다른 스페인 왕실 아카데미들과 통합되어 있는 공법 회사이다.

## 역사
1752년 왕의 칙령으로 아카데미가 설립되었으며 약 20년 후, 계몽절대주의자 카를로스 3세가 마드리드에 궁전을 구입하여 아카데미의 새 거처로 삼았다. 건물은 고예네체(Goyeneche) 가족을 위해 호세 베니토 데추리게라(José Benito de Churriguera)가 설계했다. 왕은 Diego de Villanueva에게 추리게라의 바로크 디자인 대신 신고전주의 스타일을 사용하여 건물을 학문적 용도로 전환할 것을 의뢰했다.

## 저명한 동문
아카데미의 첫 번째 졸업생은 스페인의 화가 Bárbara María Hueva였다. 또한 프란시스코 고야는 한때 아카데미의 이사 중 한 명이었다. 저명한 동문으로는 필립 페드렐, 파블로 피카소, 키코 아르구엘로, 레메디오스 바로, 살바도르 달리, 안토니오 로페스 가르시아, 후안 루나, 페르난도 아모르솔로, 오스카르 데라렌타, Francesc Daniel Molina i Casamajó, Ricardo Macarrón, Alicia Iturrioz, 페르난도 보테로, Melecio Figueroa 등이 있다.